# 近新
株式会社近新（きんしん）は、滋賀県近江八幡市に本社を置く、家具・インテリア用品などの販売、室内装飾等を行う企業である。

## 概要
家具・インテリア用品の販売・室内装飾・オーダー家具製造・福祉用品販売及びレンタルなどを取り扱う。質の高い、厳選した国内外有名ブランドの商品を豊富に取り揃えている。

## 沿革
- 1868年 - 村田新助（近新）を設立。家具、絨毯、唐木、古美術品の卸小売業を営む[4]。
- 1949年 - 株式会社近新となる[4]。

## 事業所・店舗
- 本社 - 総務部・営業部・商品管理センター・法人・官庁外商（オフィス什器・学校教育設備・街づくり景観事業関連工事）・建具・サッシ・内装工事増改築等
- 彦根店 - 家具・インテリア用品の販売
- 八幡東川店 - 家具・インテリア用品の販売、カーテン・オーダー家具・内装工事増改築等、福祉用具のレンタル及び販売・介護保険用住宅改修サービス

「ベルマリエ」にて冠婚葬祭全てが対象の貸衣装を提供。
- 近江大橋店 - 家具・インテリア用品の販売、カーテン・オーダー家具・内装工事増改築等

グループの旗艦店。グループ各店では最大の売場面積と商品アイテム数を誇る。
- 福井店 - 家具・インテリア用品の販売、福祉用具のレンタル及び販売・介護保険用住宅改修サービス

グループで2番目の大型店舗。
閉店済
- 水口店（2019年10月閉店） - 家具・インテリア用品の販売
- 長浜店（2020年8月閉店） - 家具・インテリア用品の販売
- ピエリ守山店